# Pingüinos en la cama
«Pingüinos en la cama» es una canción de pop latino y balada escrita por el guatemalteco Ricardo Arjona en su décimo álbum de estudio, Adentro (2005). Fue producida por Arjona, Dan Warner, Lee Levin y Tommy Torres e interpretada por Arjona.
El álbum incluye una versión adicional de la canción, llamada «Versión piano y cuerdas». Una versión remix con la cantante española Chenoa también fue producida. El remix fue lanzado como el segundo sencillo del álbum el 11 de enero de 2006. Ambas versiones trazado juntos en las listas de Billboard.

## Videoclip
El vídeo musical de «Pingüinos en la cama» fue grabado en Buenos Aires, Argentina, en 2006. La modelo argentina Emilia Attias aparece en el vídeo. El vídeo musical cuenta la historia de una pareja a lo largo de su tiempo juntos. Nahuel Lerena dirigió la película, rodada en dos estudios con seis decoraciones, efectos varios ans meteorológicas.

## Lista de canciones
| Digital Download - versión solista |                                          |                |          |  |
| N.º                                | Título                                   | Escritor(es)   | Duración |  |
| 1.                                 | «Pingüinos en la cama» (Versión solista) | Ricardo Arjona | 3:48     |  |

| Versión piano & cuerdas |                                                  |                |          |  |
| N.º                     | Título                                           | Escritor(es)   | Duración |  |
| 1.                      | «Pingüinos en la cama» (Versión piano & cuerdas) | Ricardo Arjona | 3:57     |  |

| Remix (con Chenoa) |                                     |                |          |  |
| N.º                | Título                              | Escritor(es)   | Duración |  |
| 1.                 | «Pingüinos en la cama» (con Chenoa) | Ricardo Arjona | 3:44     |  |